# ريسا فيشلر
ريسا هـ. فيشلر (بالإنجليزية: Reis H. Wechsler) هي فيزيائية أمريكية وأستاذة مشاركة في الفيزياء في جامعة ستانفورد وفيزياء الجسيمات والفيزياء الفلكية في مختبر التعجيل الوطني SLAC وهي زميلة منتخبة في الجمعية الفيزيائية الأمريكية منذ عام 2017. وهي هناك خبير في علم الكونيات، والبنية واسعة النطاق، وتشكيل المجرة، اهتماماتها هي الفيزياء الفلكية والمادة المظلمة والطاقة. وهي حاليا الناطقة المشاركة في التعاون الطيفي للطاقة المظلمة. وقد لعبت دورا قياديا في مسح الطاقة المظلمة.
وقد ظهرت في الإذاعة البريطانية  BBC في برنامج «سر الطاقة المظلمة», أيضا ظهرت في أسرار اعمق قناة فضائية في برنامج التاريخ السري للانفجار العظيم. وأيضا في عرض البرنامج التلفزيوني PBS في «المسائل المظلمة».

## تعليمها
حصلت علي شهادة ال S.B. في الفيزياء من معهد ماساتشوستس للتكنولوجيا في عام 1996 وأيضا علي شهادة الدكتوراه من جامعة كاليفورنيا ، سانتا كروز في عام 2001. وكانت في برنامج ناسا هابل (NHFP) في جامعة شيكاغو من 2003-2006.

## منشوراتها
- Candels (الشموع): المسح الكوني التجريبي القريب للأشعة تحت الحمراء المستمدة خارج المجرى، المجلة الفلكية للملحمة، 2011.
- تركيزات الهالات السوداء من تاريخها التجميعي، ريسا فيشلر، جيمس بيلوك، جويل بريماك، أندريه كرافتسوف، افيشاي ديكل في مجلة الفيزياء الفلكية عام 2002.
- تاريخ تكوين النجوم المتوسطة في المجرات من المادة المظلمة z = 0-8 . بيتر بهروزي، ريسا فيشلر، تشارلي كونروي في مجلة الفيزياء الفلكية عام 2013.
- الجانب المظلم من توزيع احتلال الهالة، أندريه كرافتسوف، أندرياس برلند، ريسا فيشلر، انتونلي كليبن، استيفن جيتلوبر، براندون الجود، جويل بريماك في مجلة الفيزياء الفلكية عام 2004.